# Lavijärvi
Lavijärvi är en sjö i kommunen Björneborg i landskapet Satakunta i Finland. Sjön ligger 55,8 meter över havet. Den är 18,78 meter djup. Arean är 77 hektar och strandlinjen är 6,38 kilometer lång. Sjön  ingår i Karvia å huvudavrinningsområde.   Den ligger omkring 44 kilometer öster om Björneborg och omkring 200 kilometer nordväst om Helsingfors. 